# Station Espe
Station Espe is een voormalig spoorwegstation in Espe, Denemarken. Het station lag aan de spoorlijn Ringe - Faaborg die in 1882 was aangelegd door de Sydfyenske Jernbaner (SFJ).
Aanvankelijk was er geen station gepland in Espe. Een jaar na het openen van de spoorlijn werd besloten dat Espe alsnog een stopplaats moest worden, waarna binnen negen weken een klein station was neergezet. De architect van het stationsgebouw was N.P.C. Holsøe.
In de loop der jaren is het station verder uitgebreid. In 1886 werd aan westzijde van het stationsgebouw een kleine goederenloods in gele baksteen gebouwd die tevens dienst deed als toiletgebouw. Omdat er behoefte was aan meer ruimte voor goederenopslag werd er in 1924 aan de oostzijde van het stationsgebouw een nieuwe loods opgetrokken, ditmaal in hout.
Het emplacement bestond uit enkele sporen, waaronder een omloopspoor en een laad- en losspoor. Aan de oostzijde lag een aftakking richting een grindgroeve. Toen de groeve in de jaren 60 van de 20e eeuw werd verkocht, verhuisde een voormalige wagon die dienst had gedaan als personeelsverblijf van de groeve, naar het stationsgebied.
Het reizigersverkeer tussen Ringe en Faaborg werd op 27 mei 1962 beëindigd, waarmee voor Espe ook een eind aan het spoorvervoer kwam. Het stationsgebouw is bewaard gebleven. Het spoor is opgebroken en op de oude spoorbaan is een wandel-/fietspad aangelegd.